# Kenoaplousina canariensis
Kenoaplousina canariensis is een mosdiertjessoort uit de familie van de Ellisinidae. De wetenschappelijke naam van de soort is, als Alderina canariensis, voor het eerst geldig gepubliceerd in 2006 door López-Fé.